# KTM-8
71-608 ist die Bezeichnung eines von der Ust-Katawer Waggonbaufabrik in Ust-Kataw (Sowjetunion, heute Russland) gebauten Straßenbahn-Triebwagentyps. Inoffiziell wird diese Type auch KTM-8 (russisch КТМ-8) nach dem alten Markennamen KTM des Herstellers genannt.

## 71-608

### 71-608/71-608K/71-608KU (KTM-8)
1988 wurden zwei Prototypen eines Nachfolgers für den in großer Stückzahl gebauten KTM-5 gebaut und an die Straßenbahn Kalinin (heute Twer) geliefert. Vom Typ KTM-5 unterschieden sie sich durch die glatten Seitenwände, die größere Breite, die neu gestaltete Front und vier statt drei Türen. Die Wagen waren mit traditioneller Steuerung mit Nockenschaltwerk und Anfahrwiderständen ausgerüstet. 1990 begann die Serienfertigung, bis 1994 wurden 901 Triebwagen gebaut. Die für Rostow am Don gebauten normalspurigen KTM-8 erhielten die gesonderte Typenbezeichnung 71-608KU.

### 71-608KM (KTM-8M)
1994 wurde die Gestaltung der Front an den ab 1991 gebauten Typ KTM-11 (siehe unten) angepasst, die neue Variante erhielt die Typenbezeichnung KTM-8M. Der Bau wurde auch nach dem Erscheinen des Nachfolgetyps KTM-19 im Jahr 1999 fortgesetzt. Bis 2007 wurden 578 Triebwagen gebaut.

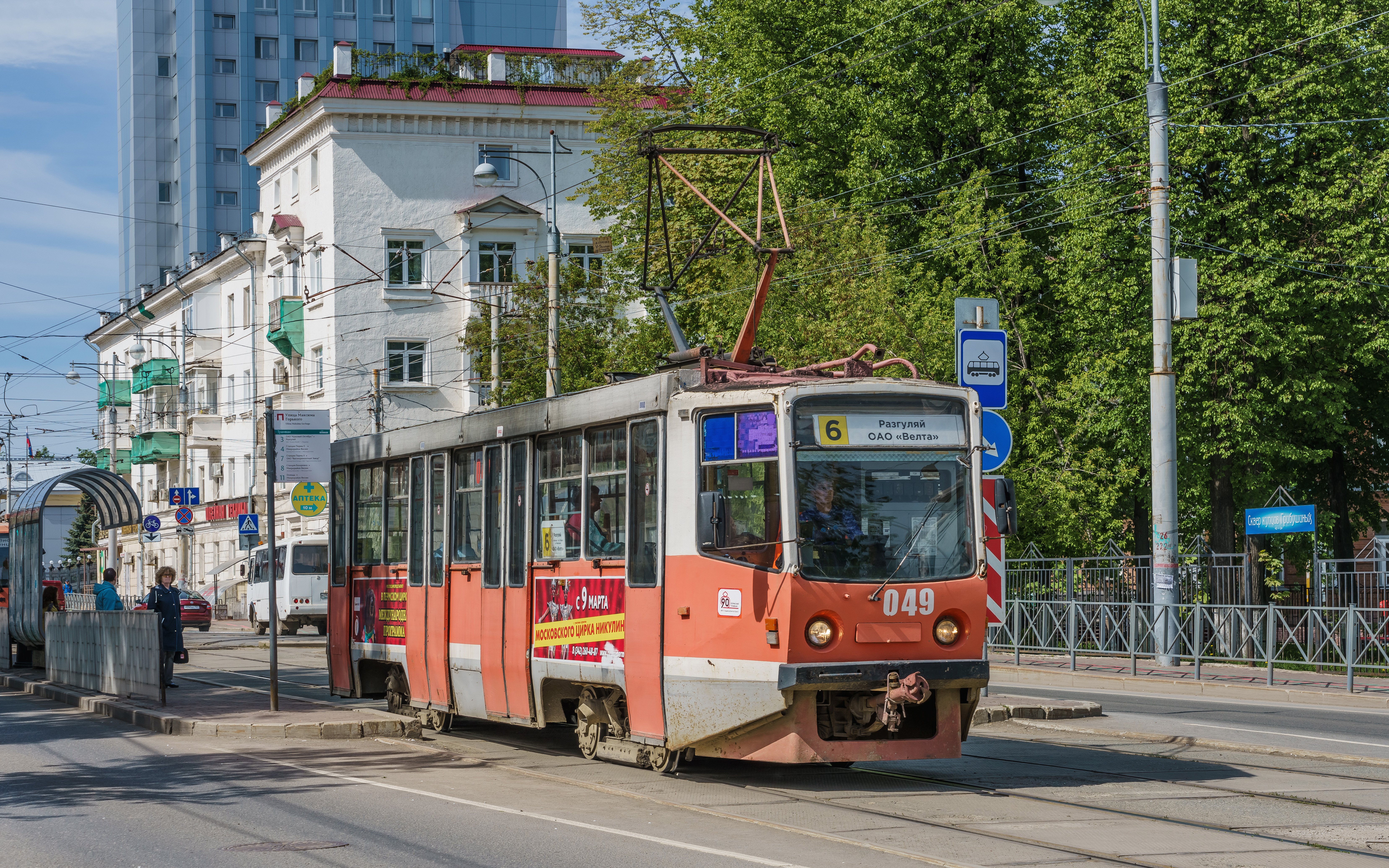
KTM-8M (71-608KM) der Straßenbahn Perm

## Verwandte Bauarten

### 71-611 (KTM-11) / 71-611P (KTM-11P)
1991 wurde für die Metrotram Wolgograd eine als KTM-11 bezeichnete Ausführung mit beidseitigen Türen entwickelt. Die Wagen wurden in Doppeltraktion eingesetzt, die dadurch wie ein vollwertiger Zweirichtungswagen einsetzbar war. Die Anzahl der Türen je Seite wurde gegenüber dem KTM-8 auf drei verringert. Das Design der Front wurde etwas rundlicher gestaltet und entsprach dem späteren KTM-8M.
Wolgograd erhielt nur einen Zug, vier weitere Züge wurden ab 1993 an die Straßenbahn Krywyj Rih geliefert. Drei davon waren als Dreiwagenzug mit einem zusätzlichen Mittelwagen (Typ KTM-11P) ohne Führerstände ausgestattet.

### 71-615 (KTM-15)
Die meterspurige Straßenbahn in Pjatigorsk erhielt elf Triebwagen des Typs KTM-15. Diese entsprechen bis auf die Spurweite dem Typ KTM-8M.

### 71-617 (KTM-17)
Die Straßenbahn Moskau erhielt zwölf Triebwagen mit zusätzlicher Einrichtung für den Einsatz im Fahrschulbetrieb. Dazu gehörte ein vergrößerter Führerstand, indem ein zweiter Sitz für den Fahrlehrer angeordnet war. Von den gebauten Wagen entsprachen zwei Triebwagen dem Typ KTM-8, zehn dem Typ KTM-8M.